# Плагге, Карл
Карл Плагге (нем. Karl Plagge; 10 июля 1897, Дармштадт — 19 июня 1957, там же) — немецкий инженер, известный спасением евреев во время Холокоста в Литве. Плагге был ветераном Первой мировой войны, во время которой получил увечья. Он имел инженерное образование. В 1931 году вступил в нацистскую партию в надежде помочь Германии восстановиться после экономического краха, вызванного условиями Версальского договора. Будучи уволен с должности лектора за нежелание преподавать расистскую доктрину, а также за сопротивление нацистской расистской политике, он перестал участвовать в партийной деятельности в 1935 году и покинул партию, когда началась война.
Во время Второй мировой войны Плагге использовал свою должность офицера штаба в немецкой армии, чтобы нанимать и защищать евреев в Вильнюсском гетто. Сначала Плагге нанимал евреев, которые жили в гетто, но, когда его собрались ликвидировать в сентябре 1943 года, Карл создал исправительно-трудовой лагерь, в котором могли жить работники-евреи инженерного подразделения вермахта (нем. Heereskraftfahrpark) HKP 562. Благодаря этому, Плагге удалось спасти многих евреев-мужчин путём выдачи им официальных разрешений на работу. Он заявил, что евреи обладают способностями и навыками, которые жизненно важны для военных действий Германии, при этом работать они будут лучше, если их семьи останутся живы. Хотя Плагге не удалось помешать эсэсовцам ликвидировать оставшихся евреев в июле 1944 года, он сумел заранее предупредить заключённых о готовящейся расправе, в результате чего примерно 200 из них спрятались от эсэсовцев и дожили до освобождения Вильнюса Красной Армией. Из 100 000 евреев в Вильнюсе выжили только 2000, из которых самая большая группа была спасена Плагге.
Плагге стал одним из обвиняемых на процессе денацификации в 1947 году и был признан просто «попутчиком» нацистской партии, чья деятельность по спасению проводилась по гуманитарным соображениям, а не в форме явной оппозиции нацизму, так как это было крайне трудно сделать, будучи офицером вермахта. Выжившие, которых он спас, дали показания в его защиту. Согласно историку Киму Примелю, успех спасательных усилий Плагге был связан с работой, нацеленной на уничтожение евреев, что порождало в нём внутренний конфликт. После суда, где его действия были признаны направленными на спасение евреев, Плагге заявлял, что не считает себя героем. Спустя десять лет он умер в родном городе.
В 2000 году Майкл Гуд, сын выжившей еврейки из HKP 562, сумел найти личное дело Карла Плагге. Спустя пять лет, когда была опубликована книга «В поисках Майора Плагге: нацист, который спасал евреев», история спасения евреев стала известной. В 2005 году после двух неудачных ходатайств мемориал Холокоста Яд ва-Шем всё же присвоил Плагге звание «Праведника народов мира».

## Ранняя жизнь
Карл Плагге родился в прусской семье в Дармштадте 10 июля 1897 года; многие из его предков были военными врачами. Отец Карла умер в 1904 году, у него осталась жена и двое детей: Карл и его старшая сестра. После окончания классической гимназии Людвига-Георга Плагге был призван в Имперскую германскую армию. Он сражался в качестве лейтенанта в Первой мировой войне на Западном фронте, приняв участие в битвах на Сомме, при Вердене и во Фландрии. Будучи заключён в британский лагерь для военнопленных с 1917 по 1920 годы, он заболел полиомиелитом и стал инвалидом (с парализованной левой ногой). После освобождения Плагге хотел изучать медицину, но не смог позволить себе более длительную учебную программу из-за финансовых проблем. В результате вместо медицины он изучал химическое машиностроение в Техническом университете Дармштадта, который окончил в 1924 году. После окончания вуза он женился на Анке Мадсен, но из-за стеснённости в средствах им приходилось жить с матерью Плагге. Не имея работы, Плагге устроил дома фармацевтическую лабораторию.
Будучи лютеранином, Плагге перестал верить в Бога из-за злодеяний, которые он видел во время Холокоста. По взглядам он был консервативным националистом, но 1 декабря 1931 года вступил в нацистскую партию. Во время судебного процесса в рамках денацификации Плагге заявил, что первоначально его привлекли обещания Адольфа Гитлера и нацистской партии восстановить немецкую экономику и вернуть национальную гордость, которая пострадала в годы после подписания Версальского договора. С 1931 по 1933 годы Плагге работал местным организатором партии, но вступил в конфликт с руководством после 1933 года, когда Гитлер захватил власть. Согласно его более поздним показаниям, Плагге отказывался принимать нацистские расовые теории, которые он считал ненаучными, и испытывал отвращение к преследованиям политических противников и развращению многих нацистских чиновников. Вместо того чтобы покинуть партию, он попытался добиться изменений изнутри, приняв должность научного лектора и руководителя нацистского образовательного института в Дармштадте.
В 1934 году Плагге начал работать в инженерной компании Hessenwerke, управляемой Куртом Гессе, чья жена Эрика была наполовину еврейкой. Нанимая номинального нациста, Гессе надеялся предотвратить «ариизацию» (то есть конфискацию) своего бизнеса. Из-за отказа преподавать нацистскую расовую идеологию Плагге был уволен с должности научного лектора в 1935 году. Местный партийный чиновник обвинил его в том, что он состоял в хороших отношениях с евреями и масонами и выступал против нацистского бойкота еврейского бизнеса, угрожая привлечь Плагге к партийному трибуналу. Вместо этого Плагге прекратил свою деятельность в партии, разочаровавшись в нацизме. После Хрустальной ночи в 1938 году Плагге стал крёстным отцом сына Гессе Конрада. В том же году Карл стал главным инженером Hessenwerke.

## Служба в Литве

### HKP 562
Плагге был призван на службу в вермахт в качестве капитана запаса в начале Второй мировой войны и в это же время прекратил платить членские взносы нацистской партии. Служа первоначально в Польше после немецкого вторжения, он стал свидетелем злодеяний, которые заставили его принять решение «работать против нацистов». В 1941 году Плагге был назначен командующим инженерным подразделением Heereskraftfahrpark 562 (подразделение технического обслуживания транспортных средств 562 или HKP 562; буквально «Армейский автомобильный парк»), которое обслуживало и ремонтировало военную технику. В начале июля 1941 года, после немецкого вторжения в Советский Союз, HKP 562 был развёрнут в Вильнюсе.
Плагге помогал евреям, выдавая рабочие разрешения мужчинам-евреям, что позволяло им считаться основными и квалифицированными рабочими независимо от их происхождения. Такого рода разрешение на работу защищало работника, его жену и до двух его детей от операций СС, проводимых в Вильнюсском гетто, в ходе которых евреев без документов хватали и убивали в близлежащих местах казни в Понарах. В качестве рабочего места HKP 562 был особенно востребован евреями из-за того, что Плагге хорошо относился к своим работникам. Плагге также приложил усилия, чтобы помочь полякам и советским военнопленным, вынужденным работать на вермахт. Плагге был почти полновластным в своём учреждении, сохраняя независимость, пока оно выполняло ремонтные работы, и заботился о том, чтобы оградить своих работников от геноцида СС. Он переназначил работников-антисемитов таким образом, чтобы они не встречались с работниками-евреями, и закрыл глаза на контрабанду и чёрный рынок, которые позволяли рабочим выжить. Осенью 1941 года, когда многие евреи были собраны и расстреляны во время «акций», подразделение Плагге стало четвёртым по величине работодателем евреев в Вильнюсе, им было выдано 261 разрешение на работу.
Когда его рабочих хватали во время зачисток, Плагге пытался освободить их из Лукишкской тюрьмы, прежде чем их казнят в Понарах. Когда в конце 1941 года 70 еврейских рабочих и их семьи были арестованы, Плагге преувеличил их важность для военной экономики Германии, сумев добиться их освобождения. В 1942 году 200 евреев, работающих на Плагге, были арестованы; тот пытался договориться с оберштурмфюрером СС Рольфом Нойгебауэром, чтобы добиться их освобождения, но не смог их спасти. В 1943 году, после переговоров с СС, Плагге увеличил количество работников. В июле у него было 394 еврея, а на момент ликвидации гетто в сентябре их было больше тысячи.

### Трудовой лагерь

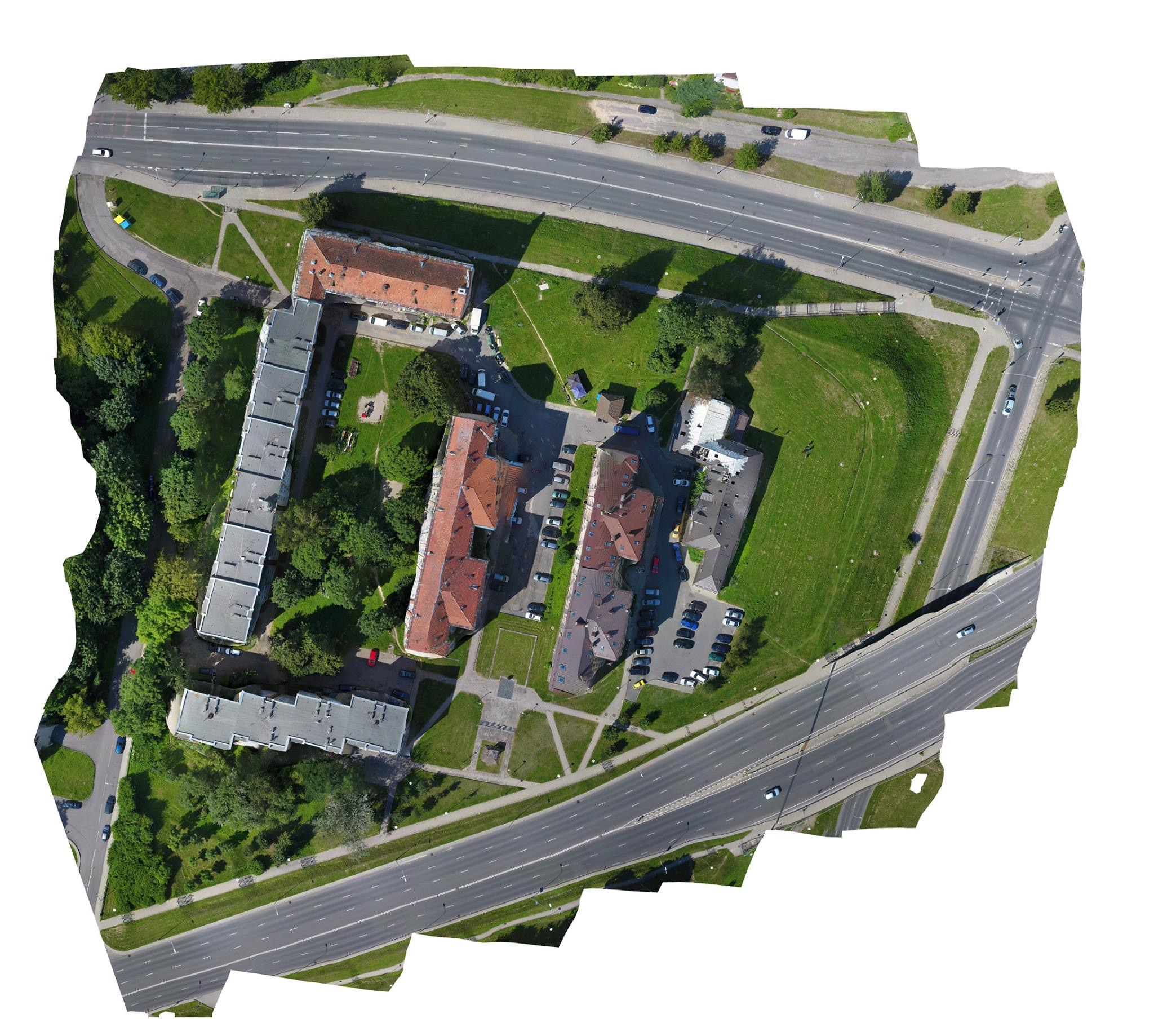
Аэрофотоснимок бывшего лагеря HKP 562

После восстания в Варшавском гетто в апреле 1943 года и роста активности советских партизан глава СС Генрих Гиммлер решил ликвидировать все гетто, не считаясь с потерями рабского труда, который они выполняли для материального обеспечения вермахта. В частности, Вильнюсское гетто было расценено как угроза из-за его обширного подпольного движения и близости партизан в лесах вокруг города. Плагге, получивший звание майора, получил разрешение СС на создание Juden-KZ для HKP 562 на улице Субоч в пригороде Вильнюса. HKP 562 остался единственным подразделением вермахта, которому было разрешено сохранять еврейских рабочих. 1 сентября около 300 рабочих Плагге были схвачены СС для перевозки в концлагерь Клоога. Плагге отправился на вокзал, где поспорил с унтер-офицером СС Бруно Киттелем, который отвечал за ликвидацию. Сперва добившись их освобождения, Плагге оставил евреев со своими подчинёнными, но командир Киттеля, Рольф Нойгебауэр, приказал депортировать их в любом случае. Плагге попытался связаться с Нойгебауэром, но не смог, и все евреи были депортированы в Клоогу. Тогда он приказал своим подчинённым принять на работу других еврейских рабочих, чтобы заменить депортированных.
16 сентября 1943 года Плагге перевёз более 1000 своих еврейских рабочих и их семей из Вильнюсского гетто в недавно построенный лагерь HKP на улице Субоч, 37, где они оставались в относительной безопасности. Плагге спас не только квалифицированных рабочих-мужчин, но также их жён и детей, утверждая, что рабочие без своих семей впадут в депрессию. Менее чем через неделю, 23 сентября, СС ликвидировало Вильнюсское гетто. Оставшиеся евреи были либо немедленно казнены в Понарах, либо отправлены в концентрационные лагеря в оккупированной нацистами Европе. Несколько евреев спрятались в руинах гетто. Утверждая, что ему нужно больше рабочих, Плагге привёл 100 арестованных евреев в HKP. Ещё 100 евреев были тайно ввезены движением Сопротивления с молчаливого согласия Плагге, и число евреев в лагере в начале 1944 года достигло 1250. Лагерь, состоящий из двух многоэтажных домов, был окружён колючей проволокой и охранялся литовскими коллаборационистами и эсэсовцами. Около 60 % евреев работали в мастерской по ремонту автомобилей или в мастерской по починке военной формы вермахта. Плагге создал различные производства для остальных своих работников, в том числе кроличью ферму, питомник и столярную мастерскую, объявив всех своих работников необходимыми для военных действий. Он решительно сопротивлялся усилиям СС по устранению этих работников.

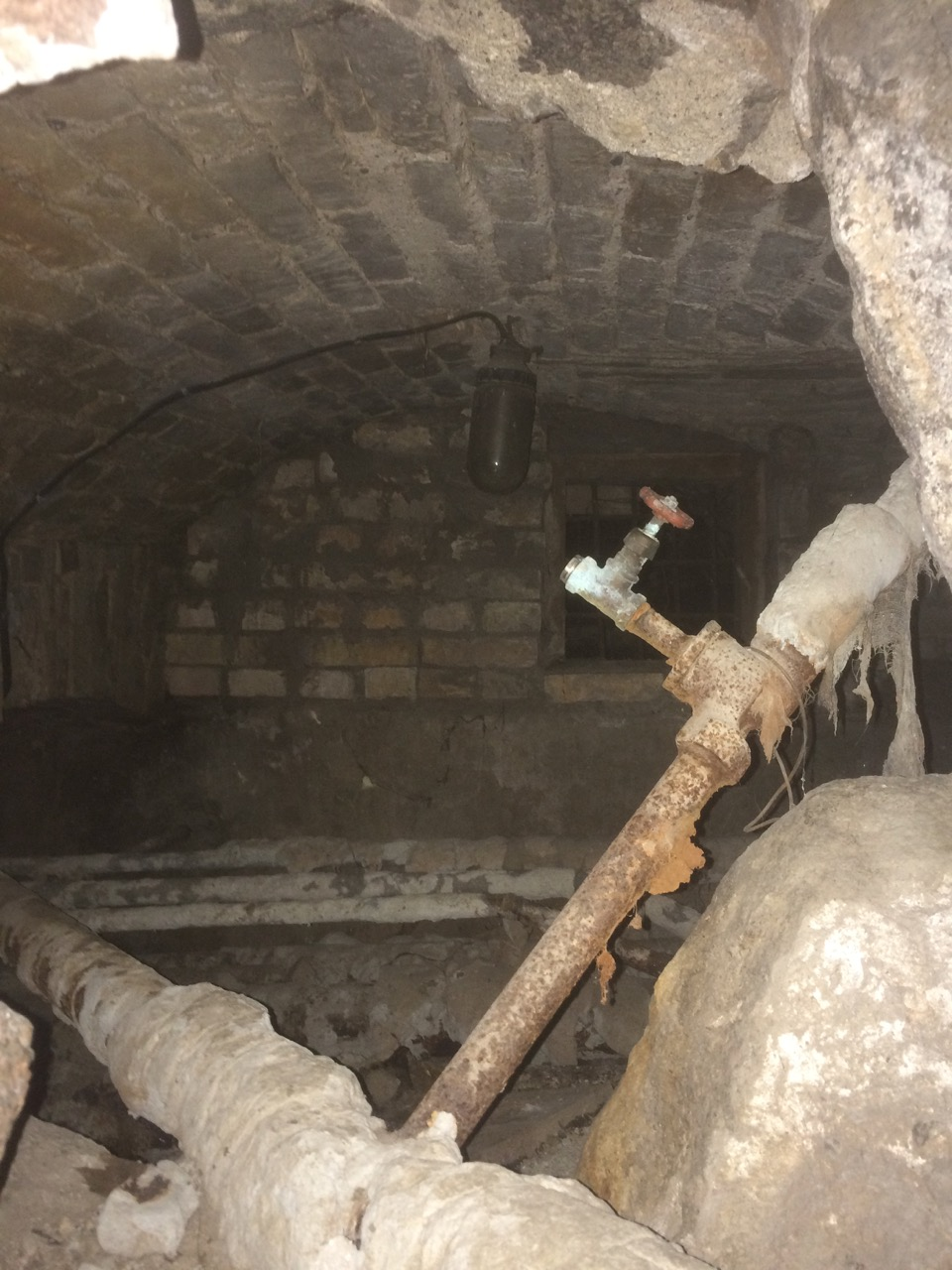
Малин (укрытие), где евреи прятались во время ликвидации лагеря

По словам историка Кима Примеля, в некоторых случаях неготовность Плагге к прямой конфронтации с СС ставила его «в сложную ситуацию с серьёзными моральными последствиями». Несколько раз в HKP 562 приезжали грузовики СС для перевозки евреев в Понары для казни. В ноябре 1943 года еврейский заключённый по имени Давид Залкинд, его жена и ребёнок попытались сбежать из лагеря и были пойманы гестапо. Они были казнены во дворе лагеря перед другими заключёнными; офицер СС, который выносил смертный приговор, сообщил, что он был приведён в исполнение «согласно приказу майора Плагге». После казни Залкинда Бруно Киттель и солдаты СС также казнили 36 евреек. 27 марта 1944 года, когда Плагге находился в отпуске на родине в Германии, СС провели «Детскую акцию»: они вошли в лагерь, собрали около 250 детей и пожилых евреев и отвезли их в Понары для казни. Хотя Плагге по возвращении заявил, что он мог спасти детей, если бы был там, сомнительно, что он был на такое способен. Молчаливое согласие Плагге с этими убийствами сделало его «[в] нравственных терминах… в такой же степени коллаборационистом», в какой и спасителем, — считает Примель. Однако сотрудничество Плагге было, «возможно, рациональным выбором», потому что он смог спасти больше евреев, чем любой другой служащий вермахта в Вильнюсе.

### Ликвидация
Летом 1944 года Красная Армия выдвинулась на окраину Вильнюса, и в начале июля вермахт внезапно отступил. Лагерь должен был быть ликвидирован, а обвиняемому в мягкости по отношению к евреям Плагге было запрещено брать их с собой. Зная, что лагерь будет ликвидирован до прибытии Красной Армии, евреи оборудовали укрытия в лагере в секретных бункерах, в стенах и на чердаке. Тем не менее, они должны были знать, когда лагерь будет ликвидирован, чтобы осуществить свои планы побега или спрятаться. 1 июля Плагге выступил с неформальной речью перед заключёнными-евреями в присутствии обершарфюрера СС Рихтера: 
Линия фронта движется на запад, и задача HKP — всегда находиться на определённом расстоянии в нескольких милях от линии фронта… В результате вы, евреи и рабочие, также будете перемещены… поскольку все вы очень специализированные и опытные работники в районе, имеющем большое значение для немецкой армии, вы будете переведены в подразделение HKP… Во время этой эвакуации вас будет сопровождать СС, которая, как вы знаете, является организацией, занимающейся защитой беженцев. Таким образом, вам не о чем беспокоиться…
 Отвечая на вопрос собравшихся евреев, Плагге добавил, что «нет необходимости брать с собой вещи». Когда эсэсовцы пришли в лагерь 4 июля, 500 евреев появились на перекличке и были казнены в Понарах. Остальные либо пытались сбежать, либо прятались в лагере. Около 150 или 200 евреев пережили обыски и были освобождены Красной Армией 13 июля. Из 100 000 евреев в Вильнюсе только 2000 пережили Холокост; выжившие в лагере HKP 562 составляли самую большую группу.

## После войны
Возможно, остальным не хватило решительности, чтобы предотвратить этот ужас. Я никогда не думал, что эта работа требует столько мужества. Здесь может помочь только нравственная сила, живущая в глубине сознания каждого. Более того, для этого требуется добрая воля, хорошая идея и преданность поставленной задаче. Я никогда не чувствовал, что находился в большой опасности. По сути, я не герой, а робкий человек.
Покинув Вильнюс, Плагге повёл своё подразделение на запад и сдался армии США 2 мая 1945 года, не понеся ни единой потери. Он попал под суд, поскольку рано вступил в нацистскую партию и командовал трудовым лагерем, где было убито много заключённых, но нанял адвоката для защиты. Плагге и его бывшие подчинённые рассказали суду об усилиях помочь еврейским подневольным работникам; адвокат Плагге попросил, чтобы Карла классифицировали как «попутчика», а не как активного нациста. Бывшие узники HKP 562 в лагере для перемещённых лиц в Людвигсбурге рассказали о действиях Плагге Марии Айхамюллер. Прочитав о суде в местной газете, Айхамюллер, по-видимому, дала показания в защиту Плагге, что повлияло на результат суда в его пользу. Суд в итоге признал Плагге «попутчиком».
В письме к еврейскому адвокату Р. Штраусу от 26 апреля 1956 года Плагге сравнил себя с доктором Рьё, персонажем романа Альбера Камю «Чума». В романе, который был написан, когда Камю жил во времена нацистской оккупации во Франции, Рьё рискует своей жизнью, чтобы спасти людей от чумы, но его усилия не могут спасти очень многих людей и часто кажутся бесполезными. Как и Плагге, Рьё не считает себя героем. После суда Плагге прожил последнее десятилетие своей жизни спокойно и умер от сердечного приступа в Дармштадте 19 июня 1957 года. Он был похоронен на Старом кладбище в родном Дармштадте.

### «В поисках Майора Плагге»

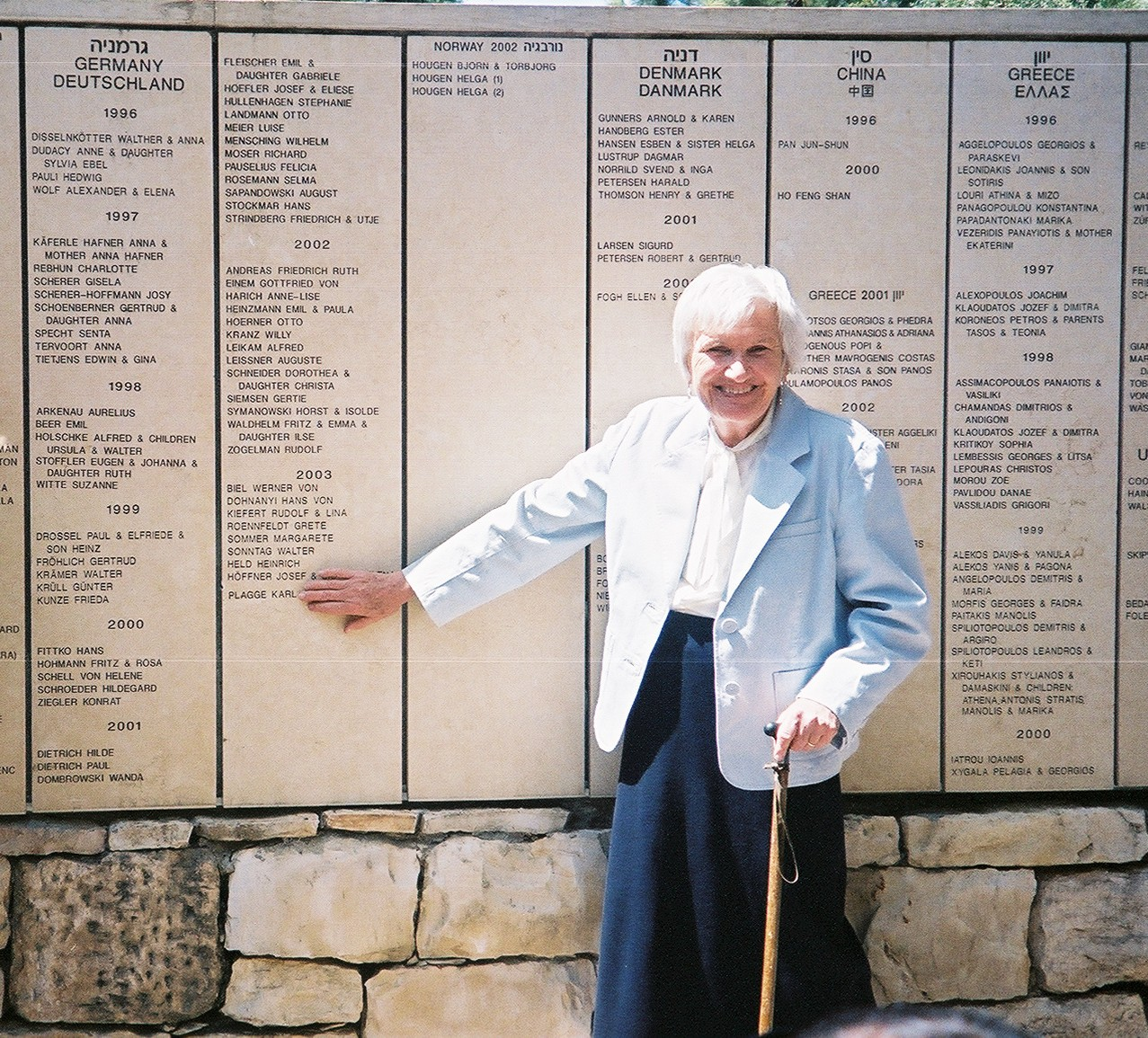
Оставшаяся в живых еврейка из HKP Перл Гуд указывает на имя Плагге на Стене Праведников в Яд ва-Шем

В 1999 году оставшаяся в живых Перл Гуд, содержавшаяся в HKP 562, отправилась в Вильнюс со своей семьей. Сын Гуд, Майкл, решил исследовать историю о Плагге, но ему было трудно найти того, потому что оставшиеся в живых знали его только как «майора Плагге» и не знали его полного имени или места рождения. Спустя четырнадцать месяцев Гуд смог найти личное дело Плагге в документах вермахта. В итоге он опубликовал результаты своего исследования в 2005 году под названием «В поисках Майора Плагге: нацист, который спасал евреев». Гуд основал организацию исследователей и друзей, которую он назвал «Группа Плагге», и вместе с выжившими из HKP ходатайствовал перед Яд ва-Шем, официальным мемориалом Израиля по Холокосту, чтобы Плагге был признан «Праведником народов мира».

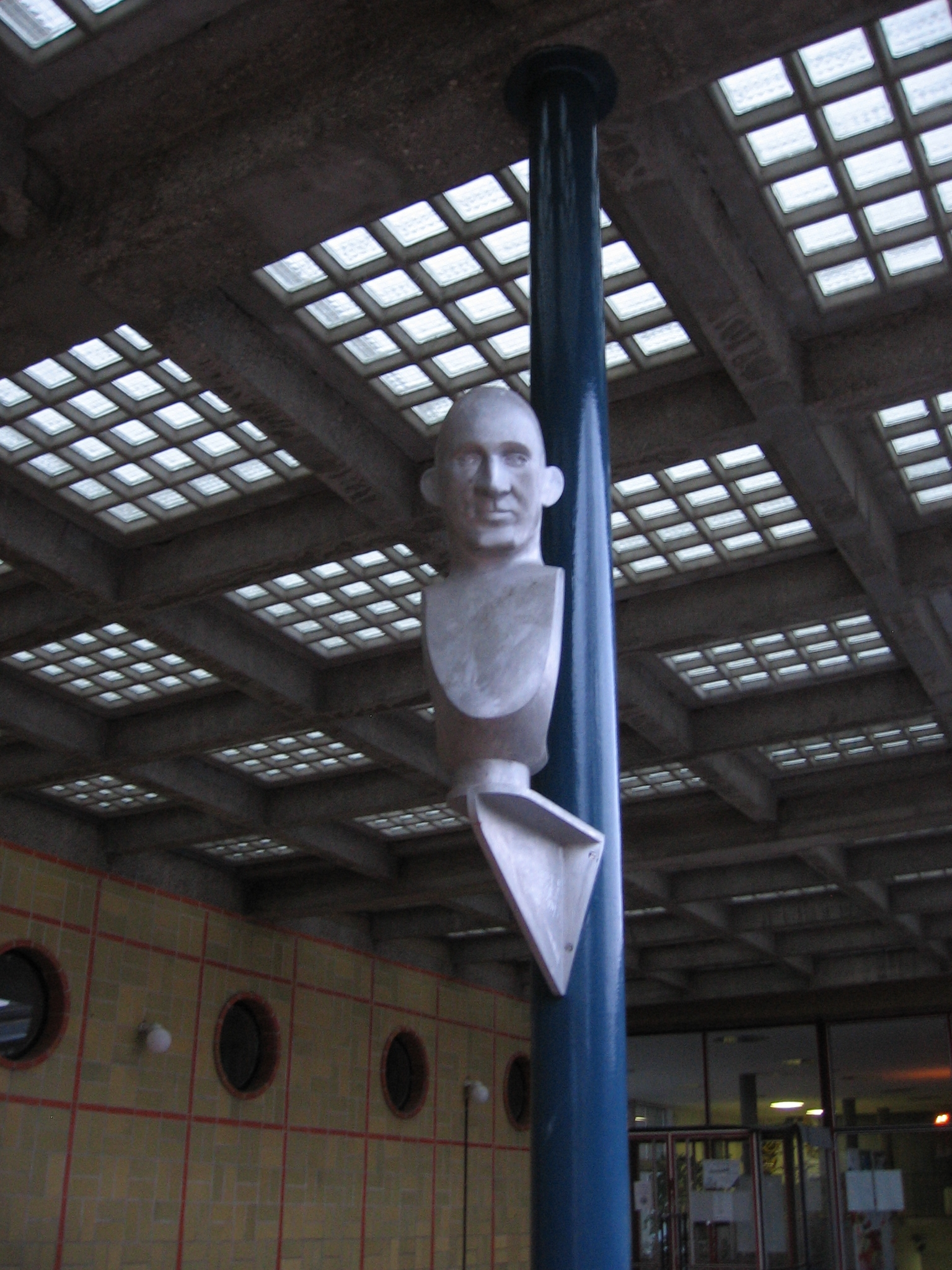
Бюст Карла Плагге в Людвиг-Георгс-гимназии

Первая петиция Группы Плагге в 2002 году была отклонена. В следующем году они снова подали заявку и получили ответ, в котором говорилось: «мы не понимаем, каких возможных рисков он мог опасаться со стороны своего начальства». По мнению Яд ва-Шем, усилия Плагге по спасению еврейских рабочих и гуманному обращению с ними, вероятно, были связаны с обслуживанием военной экономики Германии. Группа Плагге не согласилась, указав, что с солдатами вермахта, связанными с евреями, могли поступить так же, как с евреями; действительно, сержант вермахта Антон Шмид был казнён в 1942 году за помощь евреям в Вильнюсском гетто. В 2004 году было обнаружено письмо, которое Плагге написал в 1956 году Р. Штраусу. В том же году была обнаружена переписка Плагге и оберштурмбанфюрера СС Вильгельма Гёкке, которая убедила последнего пощадить принудительно работающих женщин в лагере HKP 562.
Комитет Яд ва-Шем проголосовал 22 июля 2004 года за то, чтобы признать Плагге Праведником народов мира. На церемонии, состоявшейся в Иерусалиме 11 апреля 2005 года, присутствовали многие выжившие, в том числе Конрад Гессе, и несколько родственников Плагге. Мордехай Палдиэль, директор комитета, поблагодарил Перл Гуд за поездку в Вильнюс со своей семьёй и запуск цепи событий, которые позволили раскрыть действия Плагге во время войны. Поскольку Плагге не оставил потомков, от его имени награду принял президент Технического университета Дармштадта. В феврале 2006 года Франкенштейн-казерне (нем. Frankenstein-Kaserne) в Пфунгштадте была переименована в Майор-Карл-Плагге-казерне (нем. Major-Karl-Plagge-Kaserne). Бюст Плагге был установлен на школьной площадке гимназии Людвига-Георга в Дармштадте. После раскопок, проведённых на площадке HKP 562 в 2017 году, в Вильнюсе в следующем году был показан документальный фильм о Плагге и лагере «Карл Плагге: нацист-праведник» (англ. The Good Nazi).
Действия Плагге были весьма необычны: очень немногие солдаты вермахта помогали евреям во время Холокоста. Однако солдаты под его командованием и другие официальные лица вермахта, в том числе Ганс Христиан Хингст, гражданский администратор оккупированного немцами Вильнюса, знали об усилиях Плагге по спасению людей и не осуждали его. Историк Ким Примель, изучая членов вермахта, спасавших евреев в Вильнюсе, приходит к выводу, что Плагге «оставался в серой зоне морального компромисса, который, однако, был жизненно важен для успеха [его] спасательных усилий».